# Pierre van Tieghem de Ten Berghe
Pierre Ghislain van Tieghem de ten Berghe, ook Van Tieghem de Limon de ten Berghe, (Gent, 18 december 1804 - aldaar, 18 december 1886) was een Belgisch katholiek volksvertegenwoordiger.

## Biografie

### Familie
Pierre van Tieghem de Ten Berghe was een zoon van de handelaar Jean-Pierre van Tieghem en Marie-Colette Chombart. Hij trouwde in 1832 in Ieper met Célestine de Limon (1810-1879). Ze kregen negen kinderen.
Hun zoon Jean van Tieghem de ten Berghe (1841-1899) was burgemeester van Heusden, net zoals diens zoon Pierre van Tieghem de ten Berghe (1885-1964) en diens zoon Jean van Tieghem de ten Berghe (1910-2000), die de laatste burgemeester was van Heusden en de eerste van de fusiegemeente Destelbergen.
Hun andere zoon, Paul van Tieghem de Ten Berghe (1845-1921), trouwde met Adèle Boyaval (1844-1900), enige dochter van de Brugse burgemeester en senator Jules Boyaval, en liet in Mariakerke het Kasteel van Tieghem de Ten Berghe, het latere gemeentehuis van Mariakerke, optrekken.
Hij was de schoonvader van baron Georges Herry, burgemeester van Steenhuize-Wijnhuize, volksvertegenwoordiger en senator.
In 1870 verkreeg hij opname in de erfelijke Belgische adel met de titel van ridder, overdraagbaar bij eerstgeboorte. In 1885 verkreeg hij voor zichzelf en alle nazaten de familienaam te mogen uitbreiden met de toevoeging 'de ten Berghe'.

### Loopbaan
Van Tieghem de Ten Berghe werd in 1856 katholiek volksvertegenwoordiger voor het arrondissement Gent in vervanging van Edmond Van Grootven en vervulde dit mandaat tot aan de verkiezingen van december 1857.